# Nielsen & Winther Type AA
Nielsen & Winther Type AA, còn gọi là Type Aa, là một mẫu máy bay tiêm kích của Đan Mạch trong thập niên 1910.

## Biến thể
- Type AB
- Type AC

## Quốc gia sử dụng
Đan Mạch
Không quân Hoàng gia Đan Mạch

## Tính năng kỹ chiến thuật (Type AA)
Đặc điểm tổng quát
- Kíp lái: 1
- Chiều dài: 6.60 m (21 ft 8 in)
- Sải cánh: 7,70 m (25 ft 3⅛ in)
- Chiều cao: 2.8 m (9 ft 2¼ in)
- Trọng lượng rỗng: 350 kg (772 lb)
- Trọng lượng có tải: 550 kg (1212 lb)
- Powerplant: 1 × Thulin, 67 kW (90 hp)

Hiệu suất bay
- Vận tốc cực đại: 150 km/h (93 mph)

Vũ khí trang bị
- 1 x súng máy Madsen 8 mm